# Teresa Czerwińska
Teresa Tatiana Czerwińska, née le 7 septembre 1974 à Daugavpils, est une économiste et femme politique polonaise, membre de Droit et justice et ministre des Finances depuis janvier 2018. En 2023 elle est candidate à la présidence de la Banque européenne d'Investissement.